# Sommar, sommar, sommar (turné)
Sommar, sommar, sommar var den turné i mitten av 2007 där Sonja Aldén, Shirley Clamp och Sanna Nielsen turnerade tillsammans., Turnén kom att spela en viktig roll som startskottet på deras gemensamma artistsamarbete.

## Turnédatum
Under turnén besöktes flera olika platser.
- Skeppsbron, Stockholm, Sverige - 27 juli 2007 klockan 19.00 (fri entré)
- Trelleborg, Sverige - 4 augusti 2007 klockan 16.00 (fri entré)
- Göteborg, Sverige - 14 augusti 2007 klockan 21.00 (fri entré)
- Umeå, Sverige - 24 augusti 2007 klockan 19.00
- Brännaberget, Överkalix, Sverige - 25 augusti 2007 klockan 19.00
- Folkets park, Skellefteå, Sverige - 26 augusti 2007 klockan 17.00

### Fotnoter
1. ↑  Malin Ferm (27 juli 2007). ”S som i Shirley, Sonja & Sanna”. Aftonbladet. http://www.aftonbladet.se/nojesbladet/article11161266.ab. Läst 20 december 2014.
2. ↑  ”Svensk sommar med Sonja, Sanna och Shirley”. Poplight. 30 juli 2007. Arkiverad från originalet den 20 december 2014. https://web.archive.org/web/20141220220633/http://arkiv.poplight.se/artikel/svensk-sommar-med-sonja-sanna-och-shirley. Läst 20 december 2014.